# Only (canción de Nine Inch Nails)
Only es una canción de la banda estadounidense de rock: Nine Inch Nails, producida por el mismo Trent Reznor y el reconocido productor de distintos grupos de rock Alan Moulder.
La canción pertenece a uno de los álbumes más conocidos de la banda titulado With Teeth del 2005.

## Estilo del sencillo
La canción predomina entre mezclas del synthpop, dance-rock, dance-punk y post-punk revival.

## Otras versiones
- El rapero de la banda de hip-hop alternativo estadounidense: Run the Jewels, El-P realizó un remix de la canción en un estilo ligado a la música instrumental.
- El músico británico de música electrónica Richard X, también realizó un remix de la misma canción haciéndolo en las versiones "Dub" y "Remix".

## Posicionamiento
La canción llegó a posicionarse en la UK Singles Chart, UK Rock Chart, Irish Sigles Chart, Swiss Hitparade, US Alternative Song, quedando en las posiciones 23, 7, 90, 45, 87, 20, 13, 1, 34 y 22.
- Datos: Q2720234